# Telaio a pettine liccio
Il telaio a pettine liccio è un tipo di telaio per la tessitura artigianale. Il suo nome deriva dal tipo di pettine che utilizza, il pettine liccio. È un telaio semplice, con la caratteristica di poter produrre principalmente l'intreccio a tela. Deriva da un antico strumento per la tessitura dei nastri, rilevato nell'antichità romana e in tutto il medioevo: in esso il caratteristico pettine era usato unicamente per creare il passo per il passaggio della trama e non come battente. Le trame infatti venivano serratate da uno strumento piatto e non da un colpo del pettine. Questi pettini potevano avere una maniglia posta in alto o essere montati in un elemento fisso in telai chiamati 'telai a scatola' per la loro forma.
L'uso del pettine-liccio come elemento battente è di concezione relativamente recente. 
Leggero e maneggevole generalmente è un telaio da tavolo, si lavora appoggiandolo su un piano, ma si può aggiungere una struttura con gambe che lo rendono un telaio autonomo.

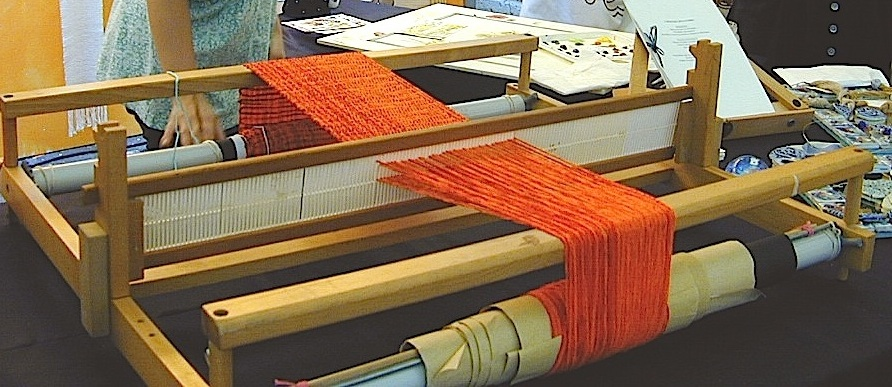
Telaio pettine liccio da 80 cm.

Le sue dimensioni, condizionate dalla larghezza del pettine liccio, sono comprese tra 25 cm alla larghezza massima di 120 cm. Le dimensioni del tessuto prodotto possono essere raddoppiate utilizzando la tecnica della tessitura al raddoppio, arrivando così ad una larghezza massima di tessuto di 240 cm. Può essere costruito smontabile.

## Struttura
Costruito generalmente in legno con particolari che possono essere in metallo o plastica comprende:
- due spalle collegate da traverse, hanno fori per i subbi e cricchi per il blocco.
- due supporti per reggere il pettine liccio, saldamente collegati alle spalle hanno tre tacche per le tre posizioni necessarie al pettine.
- due subbi, cilindri con un perni alle estremità che permettono loro di ruotare tra le spalle sono:
- subbio posteriore che porta l'ordito,
- subbio anteriore, che raccoglie il tessuto già prodotto.
- pettine liccio, attrezzo che svolge due funzioni: quella di pettine (battitura) e quella di liccio (apertura del passo).
- sistema di blocco, sulla testa di ogni subbio vi è un congegno: ingranaggio dentato, frizione, fori con pioli, che permette di bloccarne la rotazione e quindi di mettere in tensione l'ordito.

## Funzionamento
I fili dell'ordito, precedentemente arrotolati sul subbio posteriore, vengono fatti passare nel pettine liccio che contiene alternati fessure e fori. Un filo viene infilato nel foro (serie pari) e quello seguente nella fessura (serie dispari). I fili nelle fessure sono di fatto liberi e rimangono sempre orizzontali, tesi tra la traversa posteriore e quella anteriore mentre i fili nei fori sono obbligati a seguire i movimenti del pettine. Quando si solleva il pettine, che viene appoggiato sulla tacca superiore del portapettine, tutti i fili infilati nei fori sono obbligati a salire, mentre i fili nelle fessure rimangono orizzontali. Si crea così un varco, detto passo, in cui si infila la navetta con il filo trama. 
Posta la trama la si batte, togliendo il pettine dalla tacca del portapettine e usandolo per comprimere il filo. Poi si abbassa il pettine e lo si posiziona sulla tacca inferiore del portapettine. I fili che sono nei fori (pari), che prima erano in alto, vengono abbassati, questo movimento che porta alternativamente una serie in alto e poi in basso crea un incrocio con i fili dell'altra serie (dispari) che blocca il filo di trama e costituisce così il tessuto. Quando si è costruito una parte di tessuto e non vi è più lo spazio per inserire altre trame si sgancia il blocco del subbio posteriore e si avvolge il tessuto fatto su quello anteriore, mettendo una nuova parte di ordito a disposizione per la tessitura.
La riduzione del pettine liccio, cioè il numero dei fili al centimetro, viene scelta in relazione al titolo del filato e alle caratteristiche della tessitura. I pettini liccio in commercio hanno riduzione 2,3,4,5 e 6. Con riduzione si intende qui il numero di fili presenti in un centimetro.